# Nervus hypoglossus

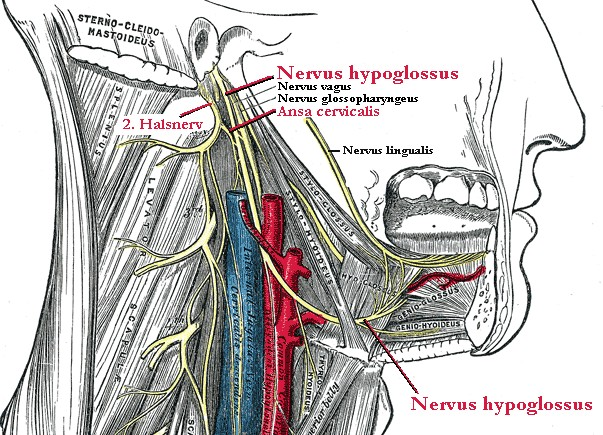
Nervus hypoglossus des Menschen

Der paarige Nervus hypoglossus (von altgriechisch γλῶσσα glōssa ‚Zunge‘ und ὑπό hypó  ‚unter‘) wird auch zwölfter Hirnnerv, N. XII oder Zungenmuskelnerv genannt. Er ist für die motorische Innervation der Zunge zuständig.

## Verlauf
Der Kern des Nerven – Nucleus nervi hypoglossi – liegt in der Medulla oblongata, in der Rautengrube als Trigonum n. hypoglossi oberhalb des Trigonum n. vagi sichtbar. Im Sulcus praeolivaris tritt der Nerv an die Gehirnoberfläche und verlässt die Schädelhöhle durch den Canalis nervi hypoglossi. Dann verläuft der Nerv im Spatium parapharyngeum, später im Trigonum caroticum. Ventraläste der oberen Halsnerven, die später die obere Wurzel der Ansa cervicalis bilden, lagern sich ihm kurzzeitig an. Der Nervus hypoglossus selbst tritt von der Zungenunterseite her zwischen Musculus hyoglossus und Musculus mylohyoideus durch den Sulcus lateralis linguae in die Zunge ein und innerviert die inneren und äußeren Zungenmuskeln.

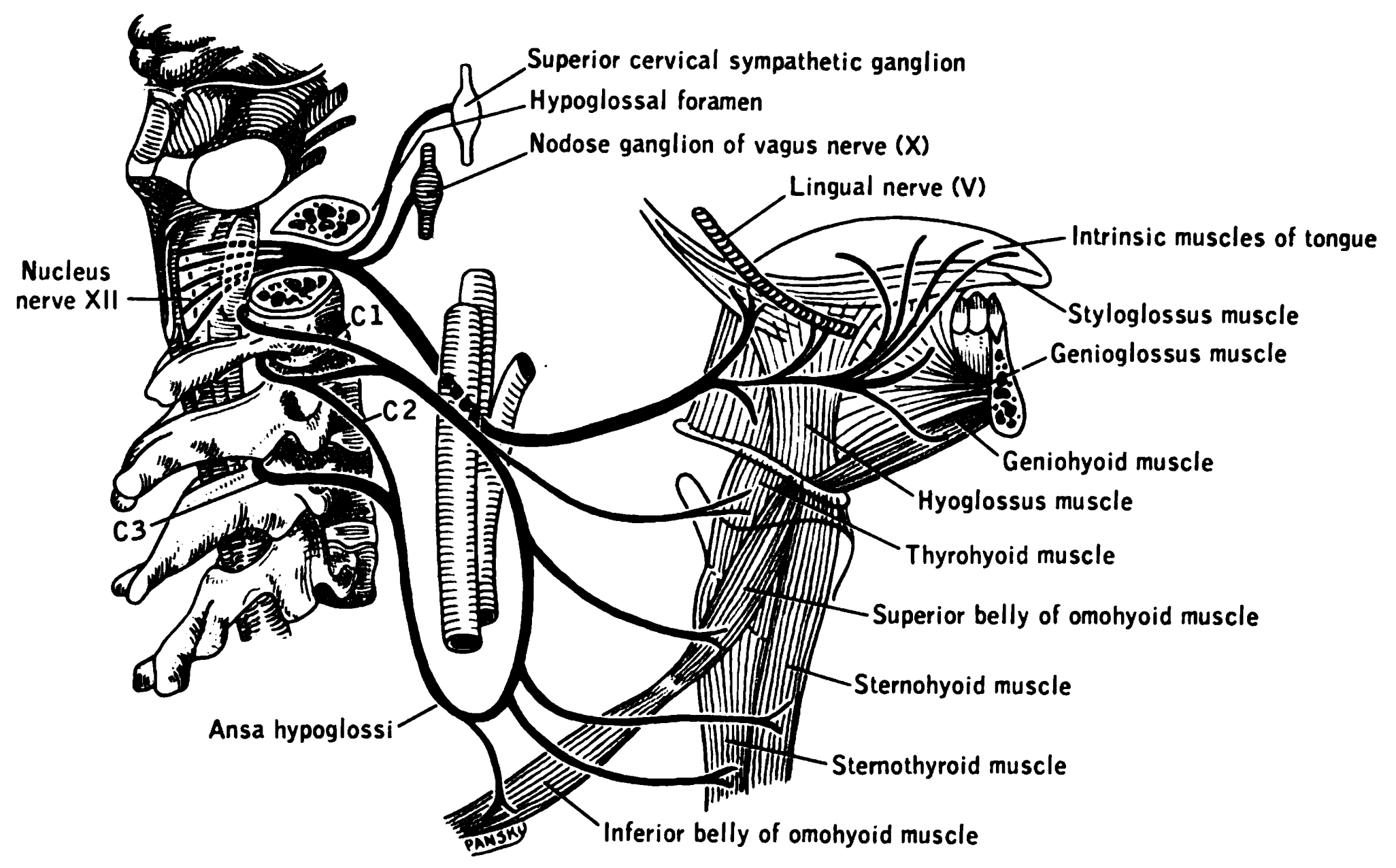
Schema der Aufzweigungen von Nervus hypoglossus und Ansa cervicalis [hypoglossi]
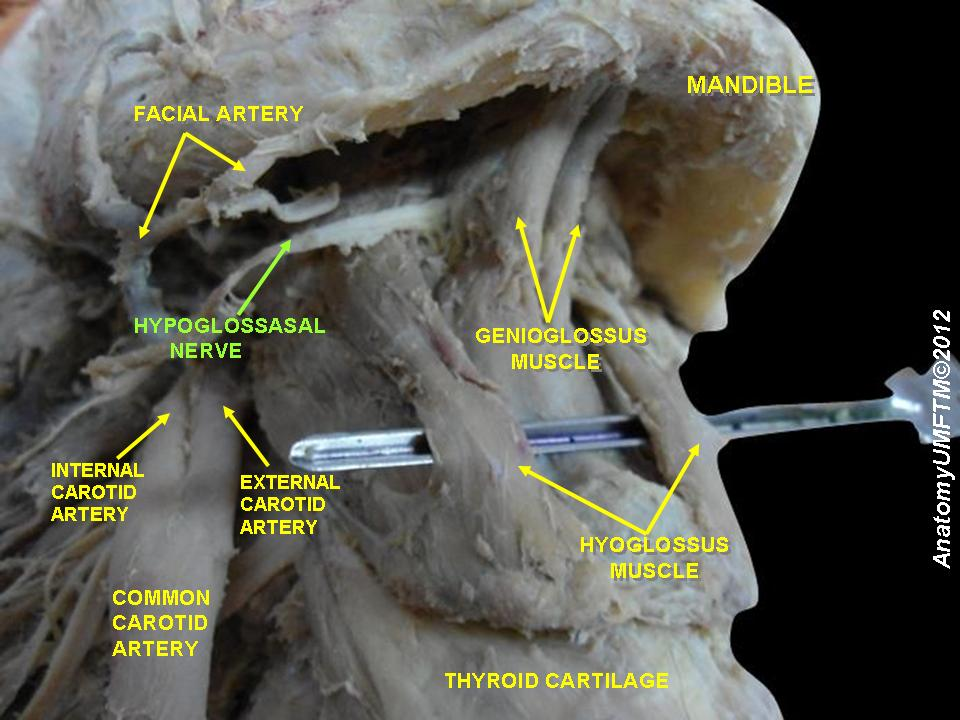
Anatomisches Präparat mit freigelegtem Nervus hypoglossus
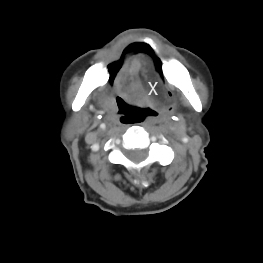
Einseitige Zungenatrophie bei Hypoglossusparese links (rechts normal [X]; CT-Bild)

## Hypoglossuslähmung

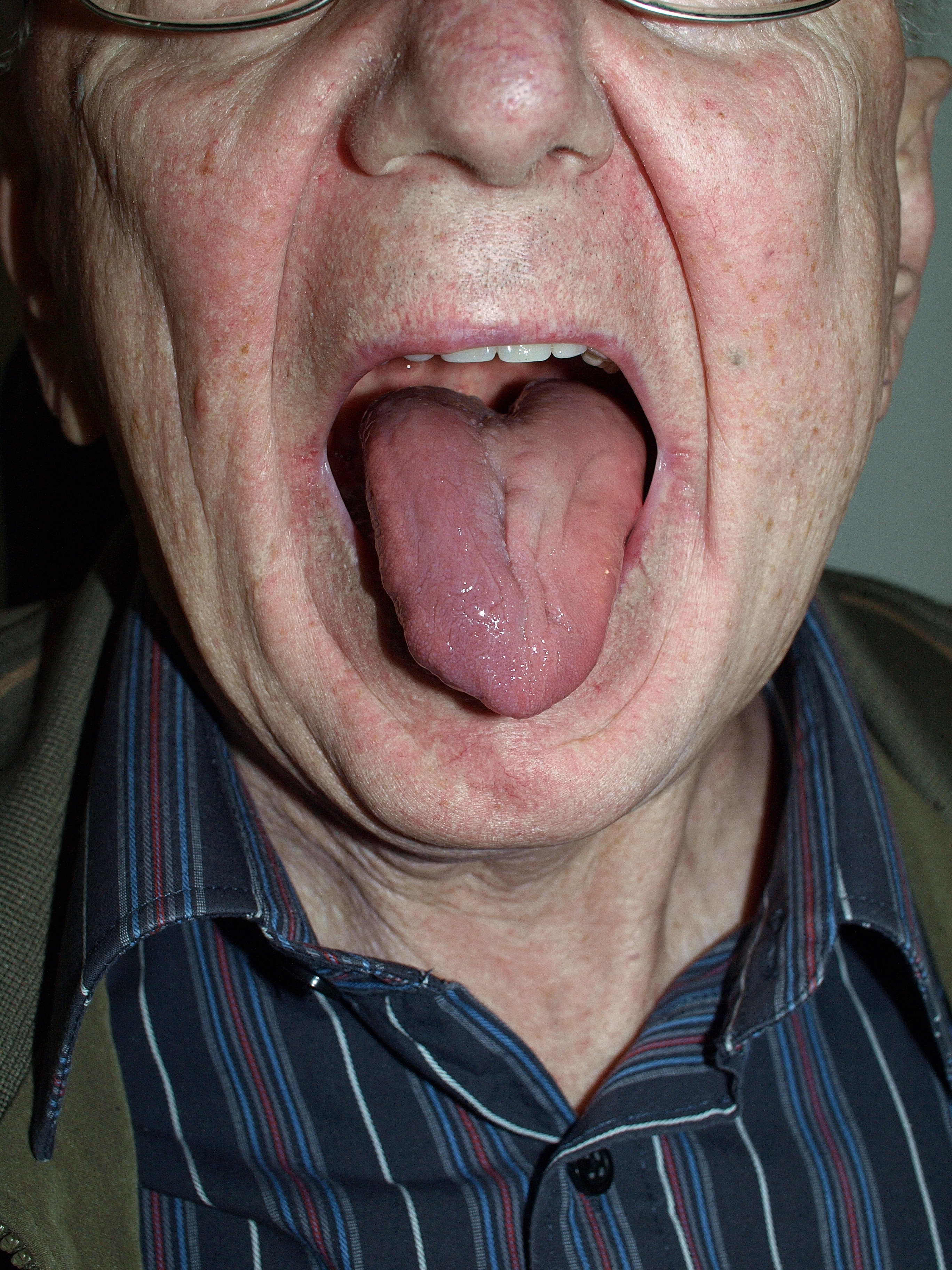
Hypoglossusparese links

Einseitige Schädigungen des Nerven führen zu einer halbseitigen Lähmung der Zunge (Hemiglossoplegie) mit Abweichung zur erkrankten Seite. Es können Schwierigkeiten bei der Nahrungs- und Flüssigkeitsaufnahme und Artikulationsstörungen auftreten. Beidseitige Schädigungen führen zu einer vollständigen Zungenlähmung (Glossoplegie), eine längere Schädigung zu einer Atrophie der Zungenmuskulatur.
Bei Tieren kann die Funktion des Nerven durch Herausziehen der Zunge getestet werden, wobei die Kraft beurteilt wird, mit der das Tier versucht, die Zunge zurückzuziehen. Bei Hunden kann man auch einfach die Nase anfeuchten, worauf das Tier normalerweise versuchen wird, diese abzulecken.
Beim Jackson-Syndrom (Hirnnervensyndrom) kommt es neben Läsionen des Nervus hypoglossus auch zu Schädigungen des Nervus vagus und des Nervus accessorius.
Beim Tapia-Syndrom liegt zusätzlich eine Schädigung des Nervus laryngeus recurrens vor.